# Me'ir Eisenstadt
Me'ir ben Jicchak Eisenstadt (1670, Poznaň – 1744, Eisenstadt), zvaný také Maharam Eš nebo přezdívaný podle svého stěžejního díla Panim me'irot, byl rabín, autor responsí a další rabínské literatury.

## Životopis
Po působení v Polsku (Szydłowiec a Poznaň) odešel do Wormsu, kde řídil ješivu. Když byl Worms v roce 1701 obsazen francouzskými vojsky, přesídlil do Prostějova, kde působil jako rabín. V letech 1711–1714 působil v Szydłowci. Poté se přesunul do Eisenstadtu. Jeho nejznámějším žákem byl Jonathan Eybeschütz.

## Dílo
- Or ha-ganuz
- Panim me'irot
- Kotnot or